# Hemisilurus heterorhynchus
Hemisilurus heterorhynchus és una espècie de peix de la família dels silúrids i de l'ordre dels siluriformes.

## Morfologia
- Els mascles poden assolir 80 cm de longitud total.[4][5]

## Alimentació
Menja gambes i peixets.

## Hàbitat
És un peix d'aigua dolça i de clima tropical.

## Distribució geogràfica
Es troba a Àsia: Sumatra, Borneo i la conca del riu Mekong.

## Ús comercial
És venut fumat.